# Zirka Frómeta Castillo
Zirka Frómeta Castillo (ur. 7 czerwca 1963 w Santiago de Cuba) – kubańska szachistka, arcymistrzyni od 2008 roku.

## Kariera szachowa
W latach 80. i 90. XX wieku należała do ścisłej czołówki kubańskich szachistek. Pomiędzy 1984 a 2002 r. sześciokrotnie uczestniczyła w szachowych olimpiadach, w 1986 r. zdobywając w Dubaju brązowy medal za indywidualny wynik na III szachownicy. W 1981, 1983 i 1987 r. trzykrotnie zdobyła tytuły indywidualnej mistrzyni Kuby. Dwukrotnie brała udział w turniejach międzystrefowych (eliminacjach mistrzostw świata): Hawana 1985 (XI miejsce) oraz Tuzla 1987 (XVII miejsce).
W 1995 r. zajęła IV m. w kobiecym turnieju memoriału José Raúla Capablanki, rozegranego w Matanzas. W 2001 r. podzieliła w Hawanie III-IV m. (za Brucim Lopezem i Vivian Ramón Pitą, wspólnie z Yanietą Marrero López) w turnieju Mix tego memoriału. W 2002 r. zdobyła w Villa Clarze srebrny medal mistrzostw Kuby. W 2008 r. odniosła największy sukces w karierze, zdobywając w San Salvadorze tytuł mistrzyni Panameryki. Za wynik ten Międzynarodowa Federacja Szachowa przyznała jej tytuł arcymistrzyni.
Najwyższy ranking w karierze osiągnęła 1 stycznia 2004 r., z wynikiem 2285 punktów zajmowała wówczas 3. miejsce (za Maritzą Arribas Robainą i Sulennis Piñą Vege) wśród kubańskich szachistek.